# Az emeleti pincér
Az emeleti pincér (Le Garçon d'étage) Chaim Soutine 1927-es festménye.
1926 és 1928 között Soutine többször is elutazott Châtel-Guyon fürdőjébe, ahol megismerkedett Madeleine és Marcellin Castaing műgyűjtővel, akik az elsők között vásárolták meg az egyik képét Léopold Zborowski műkereskedőtől, és végül a művész patrónusai lettek. Chaim Soutine 1929-ben meg is festette Madeleine Castaing portréját.
Valószínűleg az egyik ilyen châtel-guyoni látogatás során nyílt lehetősége Soutine-nek, hogy megfigyelje a hotel személyzetét, és egy sorozatot fessen róluk.
A modell ragyogó vörös mellénye mutatja, hogy a kép abban az időszakban készült, amikor Soutine szenvedélye a piros árnyalatai iránt a tetőpontjára ért. A pincér kezét csipőre téve áll, némileg agresszív pózban. Arca, jellemzően a festő más portréira, csúnya és durva, homloka magas, álla hegyes. Füle vörös és formátlan. A bőrőn feltűnő vörös pigmentek a mellény színét idézik. Mellkasát mintha összeszorítaná a szűk egyenruha, vállai aszimmetrikusak.
A festmény először a párizsi Henri Bing, majd Paul Guillaume gyűjteményének része volt. A Louvre 1959-ben jutott a képhez, jelenleg a Musée de l’Orangerie-ben látható.